# Caulier (metrostation)
Het metrostation Caulier is een station van metrolijn 1 van de metro van Rijsel, gelegen in de wijk Fives te Rijsel. Het station bevindt zich aan het plein Madeleine-Caulier, nabij de spoorweg van Rijsel naar Moeskroen.
Vanaf dit station kan men overstappen op buslijn 7.